# Etheostoma blennioides
Etheostoma blennioides är en fiskart som beskrevs av Rafinesque, 1819. Etheostoma blennioides ingår i släktet Etheostoma och familjen abborrfiskar. Inga underarter finns listade i Catalogue of Life.